# Bob Evans (Ingenieur)
Bob Overton Evans (* 19. August 1927 in Grand Island, Nebraska; † 2. September 2004 in Hillsborough, Kalifornien) war ein US-amerikanischer Computer-Ingenieur und IBM-Manager. 
Evans studierte Elektrotechnik an der Iowa State University mit dem Bachelor-Abschluss 1951. Gleich danach ging er als Ingenieur zu IBM, befasst mit der Entwicklung von Röhrencomputern. 1962 wurde er Vizepräsident der Data-Systems-Abteilung von IBM und war verantwortlicher Manager der Entwicklung des System/360 (sowohl was Hardware als auch, was Software betraf). System/360 wurde eines der erfolgreichsten IBM-Produkte und setzte Maßstäbe bei Mainframes. 1969 wurde er Präsident der Systems Development Division und als solcher verantwortlich für die Entwicklung der System/370 Linie und der System Network Architecture (SNA). Zuletzt war er Corporate Vice President (Engineering, Programming and Technology) bei IBM. 1984 ging er dort in den Ruhestand. 
Evans überzeugte Anfang der 1960er Jahre Thomas J. Watson, Jr. bei IBM davon, eine Entwicklungspolitik von miteinander kompatiblen Computersystemen zu schaffen (realisiert in System/360). Insbesondere für die Einführung des Kompatibilitätsgedankens in die Computerindustrie erhielt er 1991 den Computer Pioneer Award.
Er war danach beim Risikokapital-Unternehmen Hambrecht and Quist und 1988 Partner bei dessen Spin-off Technology Strategies and Alliances. Evans war Fellow des Computer History Museums.
1991 erhielt er den Computer Pioneer Award. 1985 erhielt er mit Frederick P. Brooks und Erich Bloch die National Medal of Technology. Er war Mitglied der National Academy of Engineering (1970). 2004 wurde er Fellow des Computer History Museum.
1981 bis 1995 war er wissenschaftlicher Berater der Regierung in Taiwan.